# Nelly Weissel
Nelly Weissel   (Montevideo, 26 de juny de 1920 - Montevideo, 13 d'agost de 2010) va ser una actriu i directora uruguaiana. Va ser membre de l'elenc de la Comèdia Nacional.

## Joventut
Nelly Weissel va néixer a Montevideo (Uruguai), filla de Leopoldo Weissel Hefele (un enginyer) i Luisa Urbin, una família d'origen austríaca de descendents d'espanyols i italians. Nelly va completar la seva educació primària a la Deutsche Schule de Montevideo.
Va escriure una columna setmanal per a La Mañana.
Weissel es va casar amb el cèlebre artista uruguaià Juan Fernando Vieytes Pérez.

## Carrera artística
El debut de Nelly al món del teatre va ser amb el guardonat Gabriela interpretat pel famós grup de teatre El Tinglado. Impulsat per aquest èxit, Weissel va crear la seva pròpia companyia de teatre, anomenada La Escena (més tard va canviar el nom pel de La Máscara)., interpretant l'obra de teatre They Came to a City, de Priestley. Durant aquest període, Weissel va interpretar aclamats papers en obres de teatre com Huit Clos de Jean-Paul Sartre, Tea and Sympathy de Robert Woodruff Anderson, i Corona de Sombras de Rodolfo Usigli.
El 1961, Weissel es va incorporar al teatre més prestigiós de l'Uruguai, la Comèdia Nacional (el Teatre Nacional de l'Uruguai), on va interpretar el seu paper inoblidable en Long Day's Journey into Night d'Eugene O'Neill. Va interpretar el seu paper junt amb el també cèlebre actor uruguaià, Alberto Candeau, i després va guanyar el premi de 1961 com a «Millor actriu».
Més tard, Nelly va tenir una pausa temporal després que un episodi de la seva vida personal que l'obligués a quedar-se fora de l'escena durant un temps, però va tornar a incorporar-se al repartiment de la Comedia Nacional el 1972, i va romandre fins al 1990.

## Papers interpretats
- Long Day's Journey into Night, d'Eugene O'Neill.
- They Came to a City, de Priestley.
- Huit Clos, de Jean-Paul Sartre.
- Tea and Sympathy, de Robert Woodruff Anderson.
- Corona de Sombras, de Rodolfo Usigli.
- La malquerida, de Jacinto Benavente.
- L'oncle Vània, d'Anton Chekhov.
- The Lark, de Jean Anouih.
- Vildanden, d'Henrik Ibsen.
- Knock, de Jules Romains.
- L'avar, de Molière
- Così è (se vi pare), de Luigi Pirandello.
- Der Besuch der alten Dame, de Friedrich Dürrenmatt.
- El burlador de Sevilla y convidado de piedra, de Tirso de Molina.
- Un tramvia anomenat Desig, de Tennessee Williams.
- La casa de Bernarda Alba, de Federico García Lorca.
- Les tres germanes, d'Anton Chekhov.
- Les Bruixes de Salem, d'Arthur Miller.